# آیگن‌فاکتور
آیگن‌فاکتور (به انگلیسی: Eigenfactor) شاخصی است که میزان نفوذ و اعتبار کلی یک نشریه را مشخص می‌کند. این شاخص توسط جوین وست و کارل برگستروم در دانشگاه واشینگتن ایجاد شد. «آیگن» واژه‌ای آلمانی و به معنی «خود، و ویژه» است که در انگلیسی هم کاربرد دارد.
نشریات با توجه به میزان استناداتی که دریافت می‌کنند رتبه‌بندی می‌شوند و هر چه توسط نشریات با رتبه‌بندی بالاتر مورد استناد قرار بگیرند تأثیر بیشتری در وزن‌دهی و امتیاز آیگن‌فاکتور آن‌ها دارد نسبت به زمانی که توسط نشریات با رتبه ضعیف‌تر مورد استناد قرار گیرند. به عنوان یک شاخص جهت اندازه‌گیری میزان نفوذ، آیگن‌فاکتور تأثیر کلی یک نشریه را به دست می‌دهد.
امتیازات آیگن‌فاکتور و امتیازات ضریب تأثیر مقاله در eigenfactor.org محاسبه می‌شوند، جایی که آن‌ها آزادانه قابل مشاهده هستند. شاخص آیگن‌فاکتور بر آن است تا میزان نفوذ یک نشریه را بر جامعه علمی از طریق بررسی منشأ استنادات دریافتی اندازه‌گیری نماید. همچنین در نظر دارد مشخص کند که چگونه بارها یک محقق به‌طور متوسط می‌تواند به محتوای آن نشریه دسترسی پیدا کند. با این حال، آیگن‌فاکتور تحت تأثیر اندازه یک نشریه است، بنابراین با دو برابر شدن اندازه یک نشریه، امتیاز آیگن‌فاکتور نیز دوبرابر می‌شود. (اندازه نشریه برابر با تعداد مقالاتی منتشرشده در آن نشریه در طول یک سال است) شاخص ضریب تأثیر مقاله، میانگین تأثیر مقالات یک نشریه را اندازه‌گیری می‌کند و بنابراین برای شاخص مرسوم «ضریب تأثیر» راحت‌تر است.
به نظر می‌رسد، شاخص آیگن‌فاکتور قوی‌تر از شاخص ضریب تأثیر باشد، چرا که شاخص ضریب تأثیر صرفاً میزان استنادات دریافتی را بدون در نظر گرفتن مفاد و اهمیت آنها، اندازه‌گیری می‌کند. { در حالی که، شاخص آیگن‌فاکتور در ارتباط با کل مقدار استنادات نشریات پزشکی است، این شاخص‌ها، به‌طور قابل ملاحظه‌ای، اطلاعات متفاوتی از نشریات را به دست می‌دهند. برای یک تعداد معینی از استنادات، استنادهایی که از نشریات با اهمیت تر هستند، امتیاز بالاتری از آیگن‌فاکتور را حاصل خواهد کرد.